# Почётные граждане Южно-Сахалинска
Почётные граждане Южно-Сахалинска — перечень награжденных званием «Почётный гражданин Южно-Сахалинска».
Первый удостоенный звания — Попович, Павел Романович (5 июня 1965).

## Преамбула
Звание присваивается жителям города Южно-Сахалинска, гражданам Российской Федерации и других государств за: 1) особые заслуги в производственной, научно-исследовательской, социально-культурной, политической, общественной, благотворительной и иной деятельности, способствующей улучшению условий жизни населения;
2) большой вклад в дело подготовки высококвалифицированных кадров, воспитания подрастающего поколения, поддержания законности и правопорядка, защиты Отечества;
3) личное мужество и героизм, проявленные при исполнении служебного и гражданского долга на благо Российской Федерации и города Южно-Сахалинска;
4) активную международную деятельность, способствующую укреплению добрососедских отношений, побратимских связей, развитию и поддержке предприятий, развитию туристического обмена и торговли.

## Перечень
| Дата награждения | ФИО                              |
| ---------------- | -------------------------------- |
| 5 июня 1965      | Попович, Павел Романович         |
| 29 декабря 1969  | Титов Герман Степанович          |
| 15 августа 1995  | Анкудинов Фёдор Степанович       |
| 15 августа 1995  | Косабуро Дайдодзи                |
| 15 августа 1995  | Шепарёв Александр Александрович  |
| 20 сентября 1996 | Козлов Николай Андреевич         |
| 26 августа 2002  | Шепеленко Михаил Максимович      |
| 26 августа 2002  | Кисенкова Клара Константиновна   |
| 8 октября 2003   | Ищук Андрей Георгиевич           |
| 8 ноября 2007    | Алборов Павел Матвеевич          |
| 8 ноября 2007    | Малярова Зоя Николаевна          |
| 28 мая 2008      | Мияниси Ютака                    |
| 2 июля 2008      | Пяк Ха Дуки                      |
| 23 июня 2010     | Лёвочкина Людмила Андреевна      |
| 23 июня 2010     | Мисиков Борис Рамазанович        |
| 27 июня 2011     | Дорохов Борис Александрович      |
| 23 ноября 2011   | Новикова Наталья Михайловна      |
| 29 августа 2012  | Ногин Евгений Вениаминович       |
| 29 августа 2012  | Шубин Альберт Иванович           |
| 29 августа 2012  | Стародубцев Александр Степанович |
| 29 августа 2012  | Левит Саламон Матвеевич          |
| 24 июля 2013     | Бессуднова Римма Николаевна      |
| 24 июля 2013     | Сандлер Николай Николаевич       |
| 24 июля 2013     | Румянцев Владимир Михайлович     |
| 24 июля 2013     | Кмитто Александр Алексеевич      |
| 12 декабря 2014  | Волкова Валентина Ивановна       |
| 12 декабря 2014  | Литвинов Николай Иванович        |
| 12 декабря 2014  | Телегин Анатолий Константинович  |
| 17 августа 2015  | Пашков Александр Михайлович      |
| 17 августа 2015  | Мурая Антонина Васильевна        |
| 17 августа 2015  | Ковалёва Анна Акимовна           |
| 7 июля 2016      | Иванча Александр Михайлович      |
| 7 июля 2016      | Зубова Ольга Юрьевна             |
| 7 июля 2016      | Гордеев Анатолий Романович       |